# Nix v. Hedden
Nix v. Hedden (ang. Nix versus Hedden, pol. Nix przeciwko Heddenowi) – sprawa rozpatrzona w 1893 r. przez Sąd Najwyższy Stanów Zjednoczonych.
Jednogłośnie orzekł on, że w kwestiach podatkowo-celnych pomidory powinny być klasyfikowane jako warzywa, a nie owoce. Sędzia Horace Gray uzasadniał tę decyzję uznaniem, że ustawa taryfowa z 1883 r. używała potocznego znaczenia słów „owoc” i „warzywo”, a nie technicznego czy botanicznego.

## Tło
W 1839 roku John Nix założył firmę zajmującą się handlem produktami rolnymi i stał się jednym z pierwszych eksporterów owoców z Wirginii, Florydy i Bermudów do Nowego Jorku.
3 marca 1883 roku prezydent Chester A. Arthur podpisał ustawę celną z 1883 roku, wymagającą płacenia podatku od importowanych warzyw, ale nie od owoców. Firma John Nix & Co. złożyła pozew przeciwko Edwardowi L. Heddenowi, inspektorowi celnemu portu w Nowym Jorku, o odzyskanie nowych, narzuconych ceł. Nix argumentował, że z botanicznego punktu widzenia pomidor jest owocem ze względu na swoją strukturę nasienną wyrastającą z kwitnącej części rośliny.
Sąd jednogłośnie orzekł na korzyść pozwanego i uznał, że pomidor powinien zostać zakwalifikowany w świetle przepisów celnych jako warzywo, ze względu na sposób jego wykorzystania i powszechny, społeczny odbiór pomidora jako warzywa.